# 金英才
金 英才（キム・ヨンジェ、朝鮮語: 김영재、1952年9月7日 - ）は、朝鮮民主主義人民共和国の外交官、政治家。対外経済相、朝鮮労働党中央委員会委員候補、駐ロシア大使などを歴任した。

## 経歴
1952年に江原道で生まれた。金日成総合大学卒業。その後貿易副相に任命され、2001年5月に訪朝したドイツバイエルン州の経済当局者との間で経済協力関係を結ぶことで合意した。2003年8月に最高人民会議第11期代議員に選出された。2004年に金永南最高人民会議常任委員会委員長が中国を訪問した際に随行し、天津市などを視察した。2005年10月にサハリン州を訪問し、同年12月から朝鮮国際貿易促進委員会委員長を兼任。2006年9月に駐ロシア大使に転じ、カザフスタン大使、2007年からモルドバ、ベラルーシ、2008年からトルクメニスタン、アルメニア大使を兼任した。2010年9月28日に開催された朝鮮労働党第3回党代表者会で、朝鮮労働党中央委員会委員候補に選出され、2011年12月に金正日総書記が死去した際には、国家葬儀委員会委員に選ばれた。2014年8月にロシア大使を退任し、2015年4月に対外経済副相に転じた。2016年9月に対外経済相に任命され、2017年10月7日に開催された朝鮮労働党中央委員会第7期第2回総会で党中央委員会委員候補に選出された。2019年4月11日に開催された最高人民会議第14期第1回会議で対外経済相に再任され、同年4月26日に中国北京で開催された第2回一帯一路国際協力サミットフォーラムに参加した。
2021年1月5日から開催された朝鮮労働党第8次大会で党中央委員候補から脱落。1月17日に開催された最高人民会議第14期第4回会議で対外経済相を解任された。

## 参考サイト
- 북한정보포털

| 先代李龍男 | 対外経済相2016年 - 2021年 | 次代ユン・ジョンホ |

| 先代朴宜春 | ロシア大使2006年 - 2014年 | 次代金衡俊 |